# Casablanca-Klasse
Die Casablanca-Klasse war eine Klasse von Geleitflugzeugträgern der United States Navy. Mit 50 Schiffen, die zwischen April 1943 und Juni 1944 in den Kaiser Shipyards fertiggestellt wurden, ist die Casablanca-Klasse die zahlenmäßig stärkste Klasse von Flugzeugträgern aller Zeiten. Die Träger, ursprünglich als Begleitschiffe für Nordatlantikkonvois entworfen, wurden während des Zweiten Weltkriegs auf allen Kriegsschauplätzen eingesetzt. Im Koreakrieg wurden einige Einheiten als Flugzeugtransporter verwendet. Ein Schiff, die Thetis Bay, wurde zum Hubschrauberträger umgebaut.

## Geschichte

### Planungen und Bau
Die prekäre Situation der US-Marine nach dem Verlust von vier Flottenträgern 1942 sowie Bedrohung der Versorgungskonvois nach Großbritannien durch deutsche U-Boote erforderte den schnellen Bau neuer Flugzeugträger. Der Großindustrielle und Werfteigner Henry J. Kaiser versprach daher US-Präsident Franklin D. Roosevelt die Lieferung von nicht weniger als 50 Geleitträgern innerhalb eines Jahres. Kaiser legte genaue Planungen vor, wie er auf seiner Werft am Columbia River in Vancouver, Washington, mit Hilfe der gleichen Massenproduktionsmethoden wie schon bei den Liberty-Frachtern innerhalb kürzester Zeit eine große Anzahl Geleitträger für die US-Marine bauen wollte. Kaiser erhielt den Zuschlag für den Bau der Träger, der erste, die Casablanca, wurde am 3. November 1942 auf Kiel gelegt. Der Stapellauf fand am 5. April 1943, nach knapp fünf Monaten Bauzeit statt. Die Indienststellung bei der US-Marine erfolgte am 8. Juli 1943, nur knapp acht Monate nach dem Legen des Kiels. Das letzte Schiff der Klasse, die Munda, wurde am 8. Juli 1944, also genau ein Jahr nach dem ersten Schiff, in Dienst gestellt. Die Bauzeit auf der Helling wurde im Laufe der Zeit von fünf auf nur zwei Monate verkürzt, die gesamte Bauzeit betrug teilweise nur etwas mehr als drei Monate. Zwischen den Stapelläufen der einzelnen Schiffe lagen teilweise nur fünf bis sieben Tage. Im Gegensatz zu anderen Flugzeugträgern wurde bei einigen Schiffen der Casablanca-Klasse die Schiffstaufe durch weibliche Angestellte und Arbeiterinnen der Werft vorgenommen.

### Einheiten

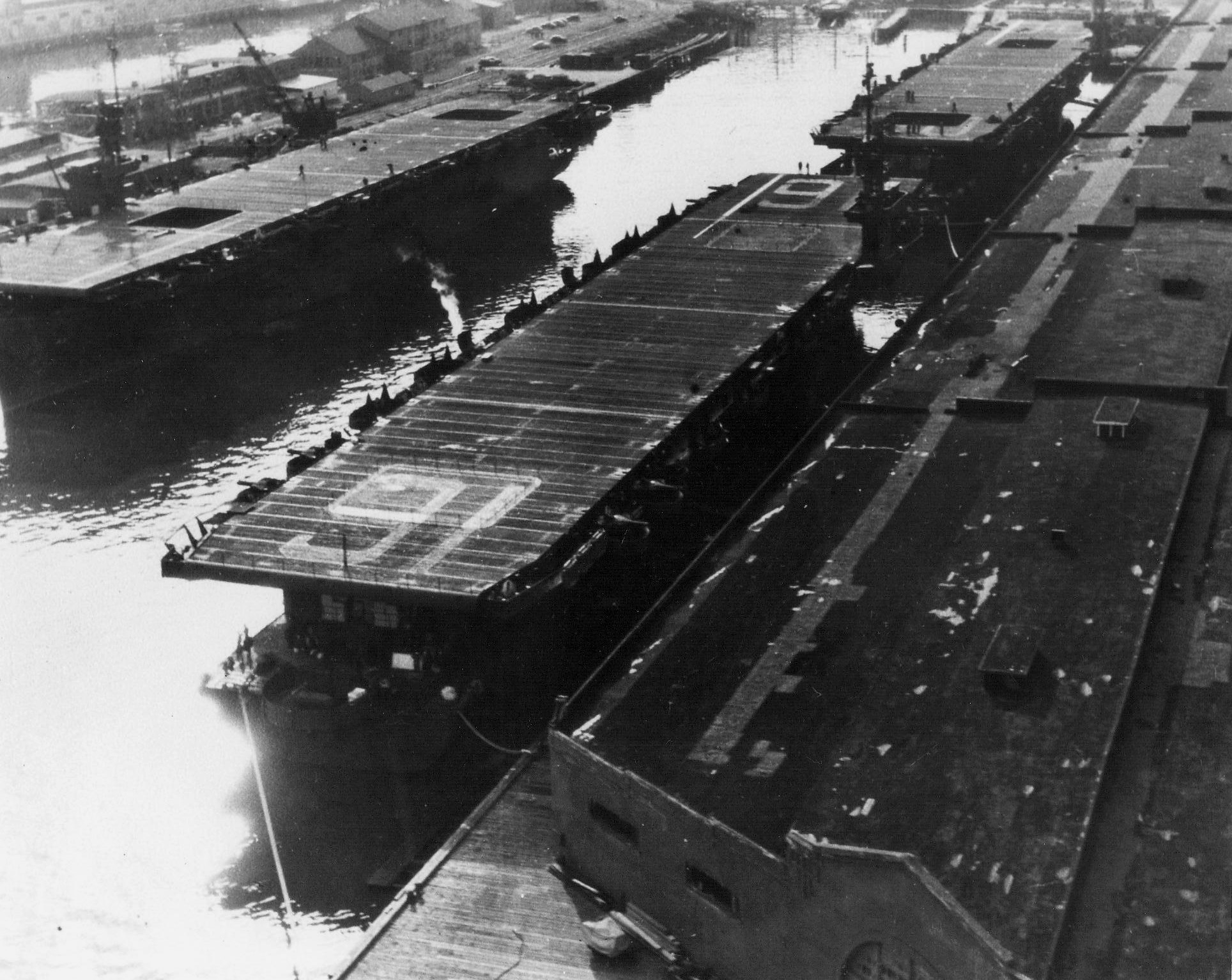
Drei Geleitträger im Dock

Die Namen der Schiffe wurden häufig vor der Kiellegung geändert, auch wurde die ursprüngliche Planung, 25 der 50 Schiffe an die Royal Navy zu übergeben, fallengelassen, da die US Navy die Träger selbst benötigte.
| Kennnummer | Name              |
| ---------- | ----------------- |
| CVE-55     | Casablanca        |
| CVE-56     | Liscome Bay       |
| CVE-57     | Coral Sea         |
| CVE-58     | Corregidor        |
| CVE-59     | Mission Bay       |
| CVE-60     | Guadalcanal       |
| CVE-61     | Manila Bay        |
| CVE-62     | Natoma Bay        |
| CVE-63     | St. Lo            |
| CVE-64     | Tripoli           |
| CVE-65     | Wake Island       |
| CVE-66     | White Plains      |
| CVE-67     | Solomons          |
| CVE-68     | Kalinin Bay       |
| CVE-69     | Kasaan Bay        |
| CVE-70     | Fanshaw Bay       |
| CVE-71     | Kitkun Bay        |
| CVE-72     | Tulagi            |
| CVE-73     | Gambier Bay       |
| CVE-74     | Nehenta Bay       |
| CVE-75     | Hoggatt Bay       |
| CVE-76     | Kadasahan Bay     |
| CVE-77     | Marcus Island     |
| CVE-78     | Savo Island       |
| CVE-79     | Ommaney Bay       |
| CVE-80     | Petrof Bay        |
| CVE-81     | Rudyerd Bay       |
| CVE-82     | Saginaw Bay       |
| CVE-83     | Sargent Bay       |
| CVE-84     | Shamrock Bay      |
| CVE-85     | Shipley Bay       |
| CVE-86     | Sitkoh Bay        |
| CVE-87     | Steamer Bay       |
| CVE-88     | Cape Esperance    |
| CVE-89     | Takanis Bay       |
| CVE-90     | Thetis Bay        |
| CVE-91     | Makassar Strait   |
| CVE-92     | Windham Bay       |
| CVE-93     | Makin Island      |
| CVE-94     | Lunga Point       |
| CVE-95     | Bismarck Sea      |
| CVE-96     | Salamaua          |
| CVE-97     | Hollandia         |
| CVE-98     | Kwajalein         |
| CVE-99     | Admiralty Islands |
| CVE-100    | Bougainville      |
| CVE-101    | Matanikau         |
| CVE-102    | Attu              |
| CVE-103    | Roi               |
| CVE-104    | Munda             |

### Einsatz und Verbleib

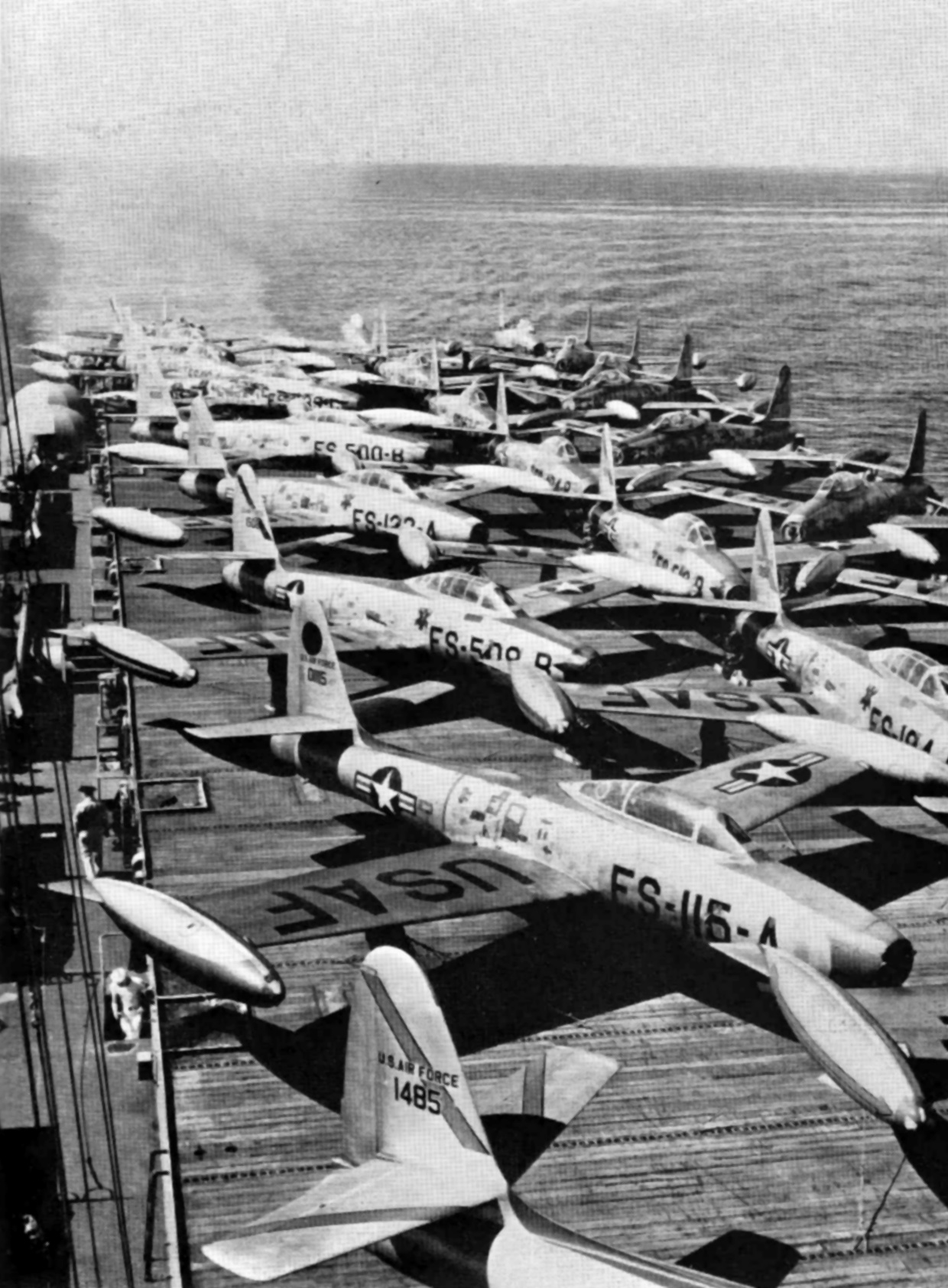
Die Sitkoh Bay als Flugzeugtransporter, 1951

Obwohl ursprünglich als Geleitschiffe für Konvois im Atlantik geplant und gebaut, wurden viele der Träger auch auf dem pazifischen Kriegsschauplatz eingesetzt, wo sie an vielen Trägeroperationen beteiligt waren. Einer der bedeutendsten Einsätze von Trägern der Casablanca-Klasse war die Schlacht vor Samar, als ein aus sechs Geleitträgern bestehender Verband und seine Eskorten die zahlen- und kräftemäßig weit überlegene japanische Streitmacht aufhielt und zur Umkehr zwang.
Nach dem Krieg wurden die Träger sehr schnell außer Dienst gestellt, Hauptgrund war hier vor allem die veraltete Technik der Antriebsanlage und die niedrige Höchstgeschwindigkeit von nur 19 Knoten. Während des Koreakriegs wurden aber einige in Reserve liegende Träger der Casablanca-Klasse reaktiviert und mit Zivilbesatzung bemannt als Flugzeugtransporter eingesetzt. Die USS Thetis Bay wurde 1955 zum Hubschrauberträger umgebaut und blieb in dieser Rolle bis 1964 im Einsatz, fünf Jahre länger als alle anderen Schiffe der Klasse. Bis auf die Makassar Strait, die 1958 als Zielschiff versenkt wurde, wurden alle Träger der Klasse bis 1961 verschrottet.

### Verluste

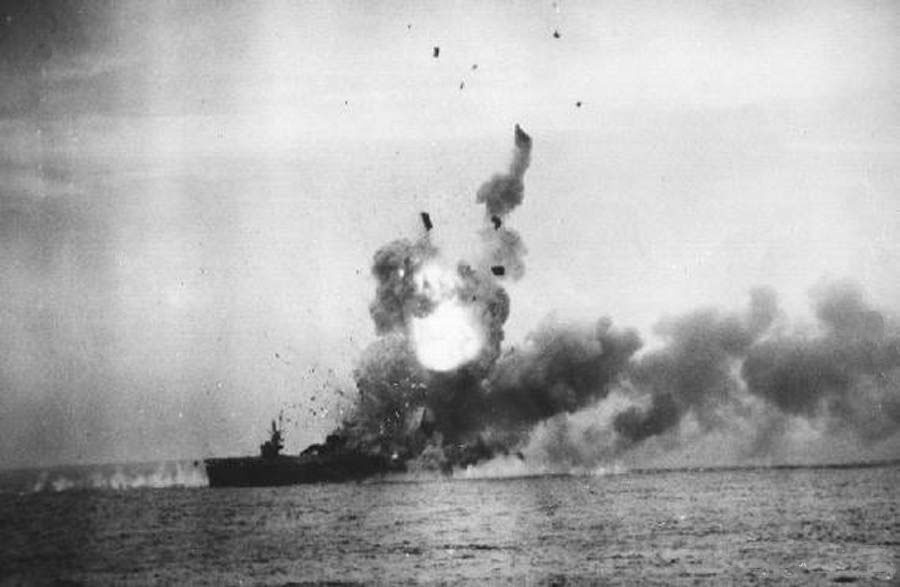
Explosion der St. Lo

Fünf Träger der Casablanca-Klasse gingen während des Zweiten Weltkriegs durch Feindeinwirkung verloren. Die Liscome Bay sank am 24. November 1943 nach einem Torpedotreffer eines japanischen U-Boots vor Butaritari. Während der Schlacht von Samar wurde die Gambier Bay durch japanisches Geschützfeuer schwer beschädigt und sank am 25. Oktober 1944. Drei Träger fielen Kamikaze-Angriffen zum Opfer: die St. Lo am 25. Oktober 1944 während der See- und Luftschlacht im Leyte-Golf, die Ommaney Bay am 4. Januar 1945 in der Sulusee und die Bismarck Sea am 21. Februar 1945 vor Iwo Jima.

## Technik

### Rumpf
Der Rumpf der Träger basierte auf dem Typ S4-S2-BB3 der Maritime Commission, wurde aber von Beginn an auf den Einsatz als Flugzeugträger ausgelegt. Die Schiffe waren an der Wasserlinie 149,35 Meter lang und 19,9 Meter breit. Die Länge über Alles betrug 156,2 Meter, die maximale Breite 32,9 Meter. Das Flugdeck lag 12,5 Meter über der Wasserlinie, die Brücke 18,3 Meter und die Mastspitze 34,5 Meter. Der Tiefgang lag bei 6,9 Metern, die Verdrängung betrug leer 7800 Standardtonnen, beladen 10.400 Standardtonnen. Die Schiffe verfügten über keinerlei Panzerung, lediglich ein leichter Splitterschutz war vorhanden. Die Konstruktion erwies sich als sehr anfällig für starke Rollbewegungen bei hohem Seegang, weshalb die Masse der Schiffe der Casablanca-Klasse nach kurzer Zeit von ihren U-Jagd-Aufgaben aus dem Nordatlantik wieder abgezogen wurden.

### Antrieb
Die Träger der Casablanca-Klasse waren eines der wenigen größeren Kriegsschiffe seit der Dreadnought, die nicht von Dampfturbinen  angetrieben wurden. Da kriegsbedingte Lieferengpässe für Getriebe und wichtige Turbinenteile bestanden, entschied man sich für die Verwendung von Kolbendampfmaschinen. Die Träger wurden durch jeweils vier Fünfzylinder-Gleichstromdampfmaschinen der Skinner Engine Company angetrieben, die auf zwei Wellen mit je einem Propeller wirkten. Der Dampf wurde in vier Kesseln mit 31 bar Druck und 400 °C Dampftemperatur erzeugt. Bei 9000 PS Gesamtleistung lag die Höchstgeschwindigkeit bei 19 Knoten. Der Treibstoffvorrat von 2113 Tonnen ermöglichte eine Reichweite von 7200 Seemeilen bei Höchstgeschwindigkeit, bei 15 Knoten lag die Reichweite bei 10.200 Seemeilen.

### Bewaffnung und Elektronik

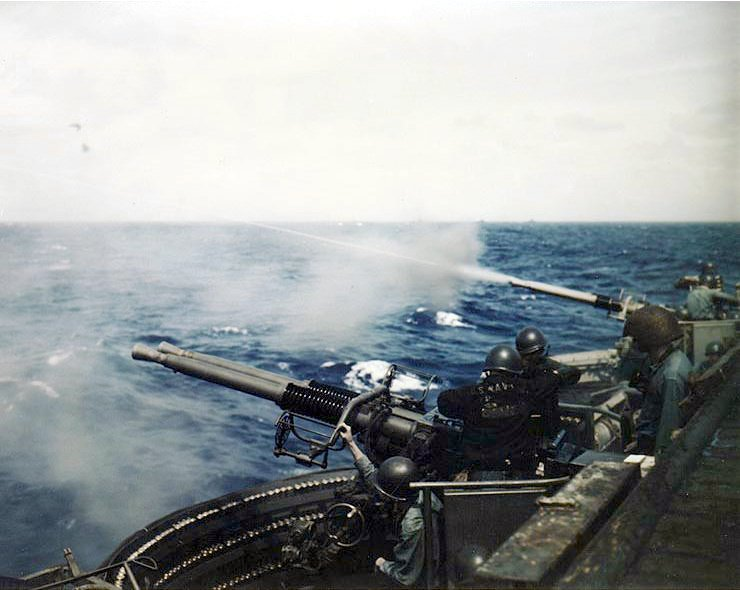
40-mm-Geschütze an Bord der Makin Island

Die Träger verfügten nur über leichte Flugabwehrbewaffnung, am Heck war unterhalb des Flugdecks eine einzelne 127-mm-Kanone, Kaliberlänge 38 montiert. Die weitere Bewaffnung bestand aus 16 40-mm-Geschützen in Zwillingsanordnung sowie 20 20-mm-Oerlikon-Kanonen.
Hauptradar der Träger war entweder das SC-Radar von General Electric mit bis zu 60 Seemeilen Reichweite oder das SK-Radar mit bis zu 100 Seemeilen Reichweite. Im Laufe des Kriegs wurden die Schiffe dann zusätzlich mit einer Anlage zur Freund-Feind-Erkennung ausgerüstet, deren Antenne sich an der Radarantenne befand. Zur Ortung von Oberflächenzielen verfügten die Schiffe über ein SG-Radar von Raytheon mit einer Reichweite von bis zu 22 Seemeilen, das auch eingeschränkt zur Ortung von Flugzeugen eingesetzt werden konnte. Die Antenne befand sich etwas unterhalb der Mastspitze.

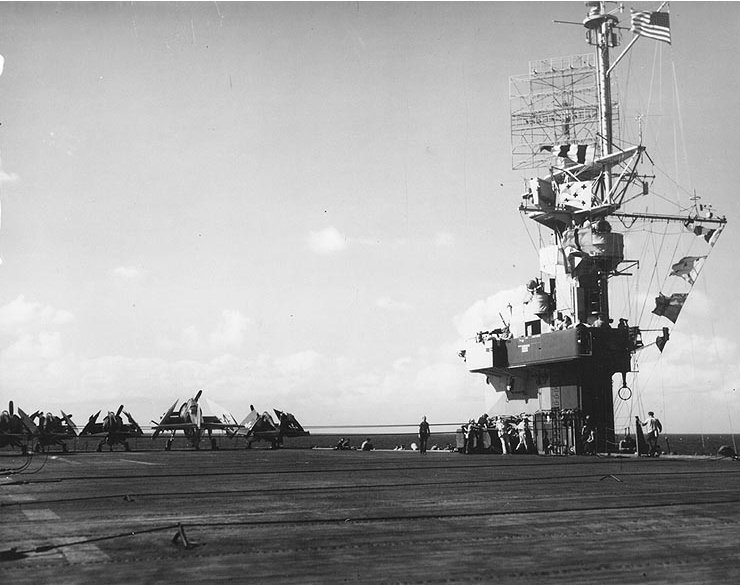
Blick über das Deck der Makin Island

### Flugdeck und Luftfahrzeuge
Das Flugdeck war durch zwei Flugzeugaufzüge mit dem darunter liegenden Hangardeck verbunden. Auf dem Deck stand ein druckluftbetriebenes Flugzeugkatapult auf der Backbordseite für den Start der Flugzeuge zur Verfügung. Für die Landungen standen an Bord neun Fangseilanlagen sowie drei „crash barriers“ zur Verfügung, die das landende Flugzeug beim Verfehlen der Fangseile aufhalten sollten. An Bord der Träger konnten bis zu 28 Flugzeuge (ein sogenanntes „composite squadron“) untergebracht werden, meist befanden sich 16 F4F Wildcat-Jagdflugzeuge und 12 TBM Avenger-Torpedobomber zur U-Jagd an Bord. Aber auch SBD Dauntless-Sturzkampfbomber wurden teilweise von Bord der Träger eingesetzt.

## Weiterführende Informationen